# Strumento di rimozione malware di Windows
Lo Strumento di rimozione Malware di Windows è uno strumento, distribuito dalla Microsoft ogni secondo martedì del mese.
Esso ha come funzione la ricerca e l'eventuale rimozione di malware installato e in esecuzione su computer con Windows 11, Windows 10, Windows 8.1 e 8, Windows Server 2012, Windows 7, Windows Vista, Windows Server 2008, Windows XP e Windows Server 2003.

## Caratteristiche
È distribuito da Microsoft come un aggiornamento del sistema operativo e come tale può essere installato durante gli aggiornamenti automatici, ma può essere installato anche indipendentemente. Questo strumento non sostituisce un antivirus, perché non impedisce l'infezione, ma consente di cercare malware già in esecuzione e di rimuoverlo.
Lo strumento è eseguibile dal file mrt.exe nella cartella System32 del computer (anche per le versioni a 64 bit) oppure digitando su Esegui, nel menu di avvio, mrt. Gli utenti di Windows Vista, di 7 e sistemi successivi possono cercarlo nella barra di ricerca. All'apertura, il menù propone tre possibili analisi: rapida, completa o personalizzata.
Nonostante il supporto per Windows XP sia terminato l'8 aprile 2014, Microsoft ne ha fornito aggiornamenti per lo strumento di rimozione malware fino al 14 luglio 2015